# بوریسلاو گئورگیف
بوریسلاو گئورگیف (بلغاری: Борислав Георгиев؛ زادهٔ ۱۷ ژوئیهٔ ۱۹۷۴) بازیکن فوتبال اهل بلغارستان است.
از باشگاه‌هایی که در آن بازی کرده است می‌توان به باشگاه فوتبال زاکسن لایپزیگ، باشگاه فوتبال لوکوموتیو صوفیه، و باشگاه فوتبال لوادیاکوس اشاره کرد.